# Municipio de Jarvis
El municipio de Jarvis (en inglés, Jarvis Township) es un municipio del condado de Madison, Illinois, Estados Unidos. Tiene una población estimada, a mediados de 2023, de 15 996 habitantes.

## Geografía
Está ubicado en las coordenadas 38°42′09″N 89°52′03″O / 38.70250, -89.86750 (38.702556, -89.86748). Según la Oficina del Censo, tiene una superficie total de 93.1 km², de los cuales 91.8 km² corresponden a tierra firme y 1.3 km² están cubiertos de agua.

## Demografía
Según el censo de 2020, en ese momento había 15 779 personas residiendo en la zona. La densidad de población era de 171.9 hab./km². El 89.86% de los habitantes eran blancos, el 1.98% eran afroamericanos, el 0.23% eran amerindios, el 0.86% eran asiáticos, el 0.01% eran isleños del Pacífico, el 0.74% eran de otras razas y el 6.32% eran de una mezcla de razas. Del total de la población, el 3.07% eran hispanos o latinos de cualquier raza.